# Đội tuyển bóng đá quốc gia Nam Yemen
Đội tuyển bóng đá quốc gia Nam Yemen là đội tuyển quốc gia của Nam Yemen từ 1965 tới 1989. Họ từng tham dự vòng chung kết Cúp bóng đá châu Á năm 1976, để thua 0–8 trước Iran và 0–1 trước Iraq. Họ chỉ tham dự duy nhất một chiến dịch vòng loại World Cup của Giải bóng đá vô địch thế giới 1986, và đã bị loại ngay từ vòng đầu tiên bởi Bahrain.
Đội tuyển không còn tồn tại sau khi đất nước thống nhất với Bắc Yemen năm 1990 để thành lập nước Yemen hiện tại. Sau năm 1990 xem chi tiết tại Đội tuyển bóng đá quốc gia Yemen.

## Ra mắt
Nam Yemen có trận bóng quốc tế đầu tiên vào ngày 2 tháng 9 năm 1995 tại Đại hội thể thao Liên Ả Rập 1965 tại Cairo, Ai Cập. Họ thi đấu với đội chủ nhà (khi đó được gọi là Cộng hòa Ả Rập Thống nhất) trong trận đấu đầu tiên và để thua 14–0. Đó là trận thua trắng với cách biệt lớn nhất của họ. Nam Yemen thua cả ba trận của vòng bảng năm đó: 1–0 trước Palestine và 4–3 trước Liban. Nam Yemen sau đó không thi đấu thêm một trận nào nữa cho đến 10 tháng 1 năm 1972 khi họ để thua trong trận giao hữu trên sân nhà, 4–1, trước Algeria.

## Vòng loại World Cup 1986
| Đội       | Trận          | T             | H             | B             | BT            | BB            | HS            | Điểm          |
| --------- | ------------- | ------------- | ------------- | ------------- | ------------- | ------------- | ------------- | ------------- |
| Bahrain   | 2             | 1             | 1             | 0             | 7             | 4             | +3            | 3             |
| Nam Yemen | 2             | 0             | 1             | 1             | 4             | 7             | −3            | 1             |
| Iran      | Không tham dự | Không tham dự | Không tham dự | Không tham dự | Không tham dự | Không tham dự | Không tham dự | Không tham dự |

Nam Yemen tham dự duy nhất một vòng loại World Cup của Giải bóng đá vô địch thế giới 1986 tại Mexico. Họ được xếp ở Bảng 4 của Khu vực A tại Vòng 1 gặp Iran và Bahrain. Iran đã không tham dự trước khi các trận đấu bắt đầu do họ từ chối chuyển thi đấu từ sân của họ đến sân trung để tránh Chiến tranh Iran–Iraq. Nam Yemen tiếp Bahrain vào ngày 12 tháng 3 năm 1985 và để thua 4-1 trên sân Mortayer Yard (hiện là Sân vận động 22 tháng 5, Aden. Ngày 12 tháng 4 họ để hòa 3–3, trên Sân vận động Quốc gia Bahrain ở Manama sau khi dẫn trước 3-1. Kết quả Bahrain vào vòng trong.

## Kết quả tại World Cup
- 1930 tới 1962 – Chưa tồn tại
- 1966 tới 1982 – Không tham dự
- 1986 – Không vượt qua vòng loại
- 1990 – Rút lui

## Kết quả tại Cúp châu Á
- 1956 tới 1972 – Chưa tồn tại
- 1976 – Vòng 1
- 1980 tới 1984 – Rút lui
- 1988 – Không vượt qua vòng loại

## Huấn luyện viên
- Nasr Chadli (1972)[2]
- Ali Mohsen Al-Moraisi (1975–1976)
- Abbas Ghulam (1982–?)
- Timur Segizbaev (1982–1985)[3]
- Azzam Khalifa (? – 3/1985) [4]
- Abdullah Saleh Khobani(4/1985–?) [5]
- Awad Awadan (1986–?)
- Abbas Ghulam (1988)
- Mubarak Qadhi (1989)[6]

## Các trận giao hữu
Nam Yemen 1 vs 0  Đan Mạch (Sân vận động Al-Shohada'a ??/10/1984 Abyan, Nam Yemen)
 Nam Yemen 1 vs 4  Djibouti (Sân vận động Djibouti 26 /2/1988 Thành phố Djibouti, Djibouti)
 Nam Yemen 0 vs 0  Tanzania
 Nam Yemen 2 vs 1  Iraq
 Nam Yemen 1 vs 1  Tanzania
 Nam Yemen 1 vs 1  Ethiopia
 Nam Yemen 2 vs 4  Trung Quốc
 Nam Yemen 5 vs 6  Trung Quốc
 Nam Yemen 1 vs 15  Algérie

## Đại hội Thể thao châu Á 1982
Nam Yemen 1 vs 3  Nhật Bản
 Nam Yemen 0 vs 2  Iran
 Nam Yemen 0 vs 3  Hàn Quốc

## Vòng loại Arab Nations Cup 1984
Nam Yemen 1 vs 1  Somalia
 Nam Yemen 0 vs 1  Ả Rập Xê Út
 Nam Yemen 0 vs 1  Sudan

## Pan Arab Games 1965
Bảng 2:
 Nam Yemen 0 vs 14  Ai Cập
 Nam Yemen 0 vs 6  Iraq
 Nam Yemen 0 vs 1  Palestine
 Nam Yemen 3 vs 4  Liban

## Palestine Cup 1972
Nam Yemen 2 vs 1  Qatar
 Nam Yemen 2 vs 1  Palestine
 Nam Yemen 1 vs 4  Algérie
 Nam Yemen 0 vs 1  Syria

## Palestine Cup 1973
Nam Yemen 1 vs 7  Syria
 Nam Yemen 1 vs 6  Ai Cập
 Nam Yemen 0 vs 2  Tunisia

## Cúp Palestine 1975
Nam Yemen 1 VS 0  Ả Rập Xê Út
 Nam Yemen 0 vs 5  Ai Cập

## Đại hội Thể thao Liên Ả Rập 1976
Nam Yemen 2 vs 1  Syria
 Nam Yemen 0 vs 4  Maroc
 Nam Yemen 1 VS 0  Ả Rập Xê Út
 Nam Yemen 0 vs 0  Palestine
 Nam Yemen 2 VS 3  Jordan
 Nam Yemen 2 vs 0  Mauritanie

## Vòng loại Thế vận hội 1980
Nam Yemen 1 vs 2  Syria
 Nam Yemen 1 vs 5  Kuwait
 Nam Yemen 2 vs 1  Jordan
 Nam Yemen 0 vs 3  Iraq

## Vòng loại Asian Nations Cup 1988
Nam Yemen 0 vs 2  Bahrain
 Nam Yemen 1 vs 1  Hàn Quốc
 Nam Yemen 0 vs 1  Indonesia

## Các giải khác
| Năm                           | Vòng      |
| ----------------------------- | --------- |
| Cúp Hòa bình và Hữu nghị 1989 | Vòng bảng |